# Fernand Brisset
Fernand Brisset, né Marie Pierre Fernand Brisset à Vaulry (Haute-Vienne) le 15 mai 1852, mort le 21 juillet 1939 à Bernay (Eure), est un écrivain français.

## Biographie
Étudiant en droit, Fernand Brisset devient inspecteur des contributions indirectes.
En 1903, il épouse en troisièmes noces Gabrielle Malinvaud.
En 1935, il reçoit la médaille de vermeil de la société Arts-Sciences-Lettres. Le 22 mai 1936, il est nommé membre correspondant de l'Académie des sciences, belles-lettres et arts de Rouen.
Il est président du Cercle normand des lettres provinciales et membre d'honneur de l'Académie Petrarca d'Arezzo.

## Publications
- Les sonnets de Pétrarque à Laure, Paris, Perrin et Cie, 1899, 302 p.Prix Langlois 1900.
- Canzones : Triomphes et poésies diverses de Pétrarque, Paris, Perrin, 1903, 325 p.Prix Langlois 1903.
- Laure et Pétrarque, Paris, Librairie académique, 1931, 183 p.Prix Montyon 1931.
- Pétrarque à Laure : Les sonnets  (préf. Augusto de Benedetti), Paris, Librairie ancienne J.-A. Quéreuil, 1933 (lire en ligne)Prix Montyon 1934.